# Hieracium atrogilvum
Hieracium atrogilvum es una especie de planta con flor del género Hieracium, de la familia Asteraceae, orden Asterales.

## Distribución
Hieracium atrogilvum se distribuye por Noruega.

## Taxonomía
Fue descrita científicamente por Dahlst. ex Omang. Fue publicada en Nyt Mag. Naturvidensk. 87: 161 (1949).